# Diocèse de l'Yonne
Cet article court présente un sujet plus développé dans : Archidiocèse de Sens-Auxerre.
Le diocèse de l'Yonne ou, en forme longue, le diocèse du département de l'Yonne est un ancien diocèse de l'Église constitutionnelle en France.
Créé par la constitution civile du clergé de 1790, il est supprimé à la suite du concordat de 1801. Il couvrait le département de l'Yonne. Le siège épiscopal était Sens.